# Cricotopus (Cricotopus)
Sous-genre
Cricotopus est un sous-genre de diptères nématocères de la famille des Chironomidae et de la sous-famille des Orthocladiinae. 

## Espèces
- Cricotopus algarum (Kieffer, 1911)
- Cricotopus annulator Goetghebuer, 1927
- Cricotopus bicinctus (Meigen, 1818)
- Cricotopus cilindraceus (Kieffer, 1908)
- Cricotopus curtus Hirvenoja, 1973
- Cricotopus elegans Johannsen, 1943
- Cricotopus festivellus (Kieffer, 1906)
- Cricotopus fuscus (Kieffer, 1909)
- Cricotopus patens Hirvenoja, 1973
- Cricotopus pulchripes Verrall, 1912
- Cricotopus tibialis (Meigen, 1804)
- Cricotopus tremulus (Linnaeus, 1758)
- Cricotopus triannulatus (Macquart, 1826)
- Cricotopus trifascia Edwards, 1929
- Cricotopus vierriensis Goetghebuer, 1935